# São Julião de Bastavales
São Julião de Bastavales (em galego:  San Xulián de Bastavales) é uma paróquia que se localiza no leste do concelho corunhês de Brión na comarca de Santiago. Segundo o Instituto Galego de Estatística em 2014 tinha 1 338 habitantes (618 homens e 720 mulheres) distribuídos em 24 entidades de povoação, o que supõe uma diminuição em relação ao ano de 1999 quando tinha 1 382 habitantes.

## História
Segundo a mitologia popular no castro de Beca tinha a sua residência a Rainha Lupa na época em que o Apóstolo São Tiago foi enterrado em Compostela. Este castro Lupário, ou castro de Beca, pode ser a capital da tribo pré-romana dos Amaeos, pertencente ao povo dos Caparos.
No arquivo paroquial guardam-se os escritos do pároco José Pumar Gándara, que pelos anos 60 e 70 escreveu uma História Inédita de Bastavales, 12 volumes encadernados em pele nos que trata também temas como a etnologia ou léxico do lugar.

## Património
A igreja paroquial foi construída na metade do século XVII sobre um templo românico anterior, mencionada no poema de Rosalía de Castro "Campanas de Bastavales", do livro Cantares Galegos.
Campanas de Bastavales,

cando vos oio tocar,

mórrome de soidades.

Cando vos oio tocar,

campaniñas, campaniñas,

sin querer torno a chorar.

Cando de lonxe vos oio,

Elas tocan pra que rece;

penso que por min chamades,

E das entrañas me doio

Dóiome de dor ferida,

que antes tiña vida enteira

i hoxe teño media vida.

solo media me deixaron

os que de aló me trouxeron,

os que de aló me roubaron.

Non me roubaron, traidores,

¡ai!, uns amores toliños,

¡ai!, uns toliños amores.

Que os amores xa fuxiron

as soidades viñeron...

De pena me consumiron.
- Castro de Bemil.

## Personagens de São Julião de Bastavales
Da paróquia é a pandeireta Josefa de Bastavales.

## Galeria

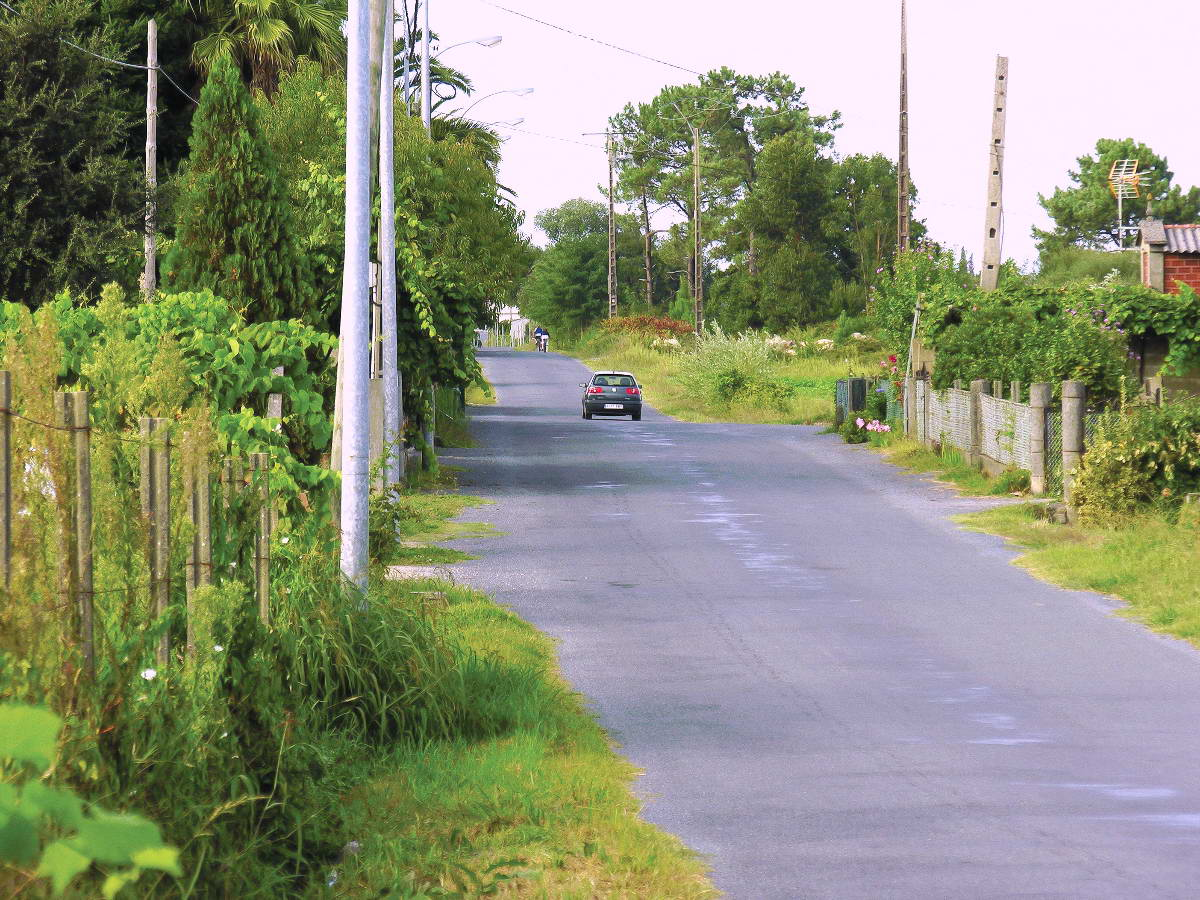
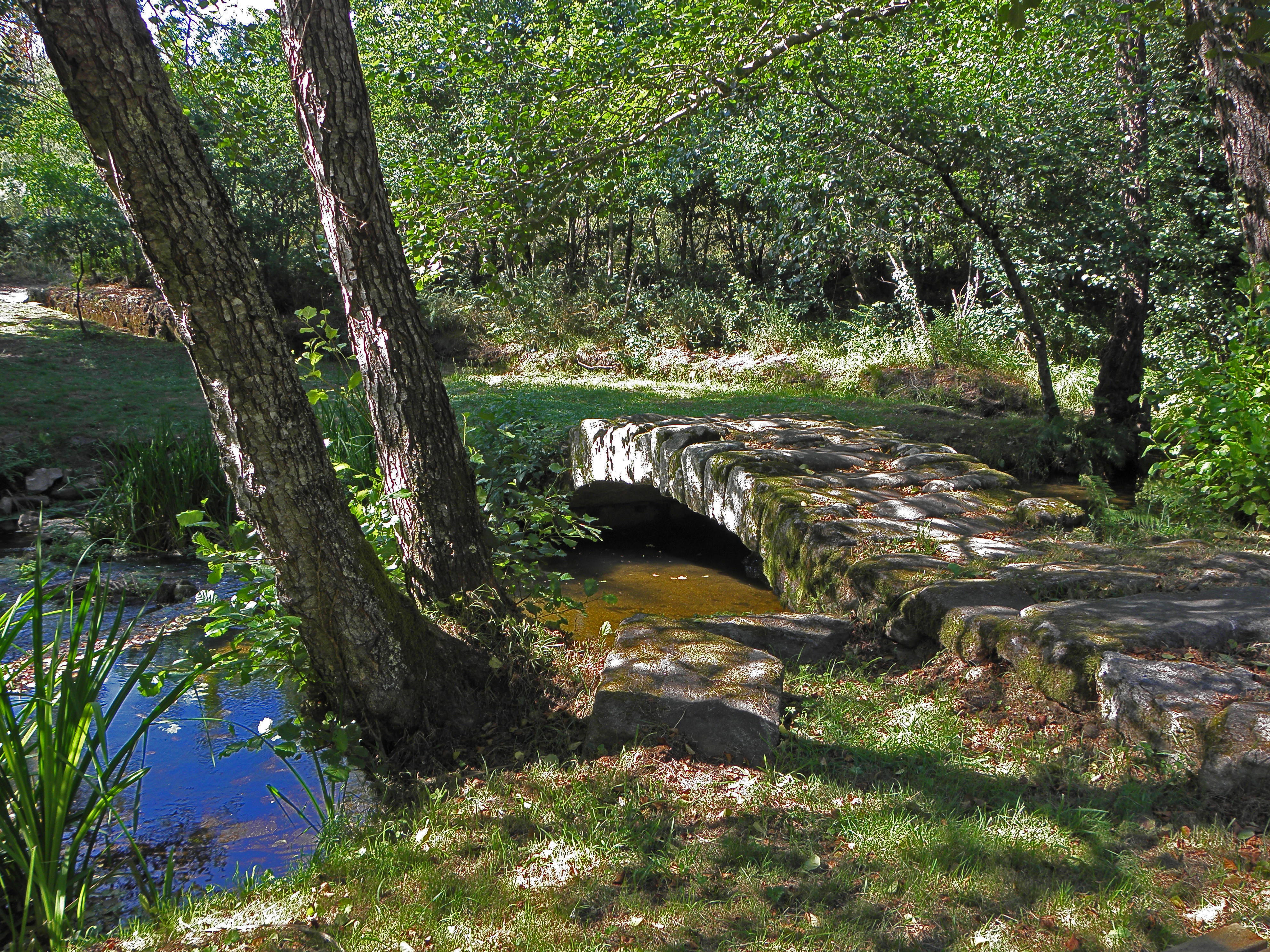
Ponte dos Mouros ou de Paradela.
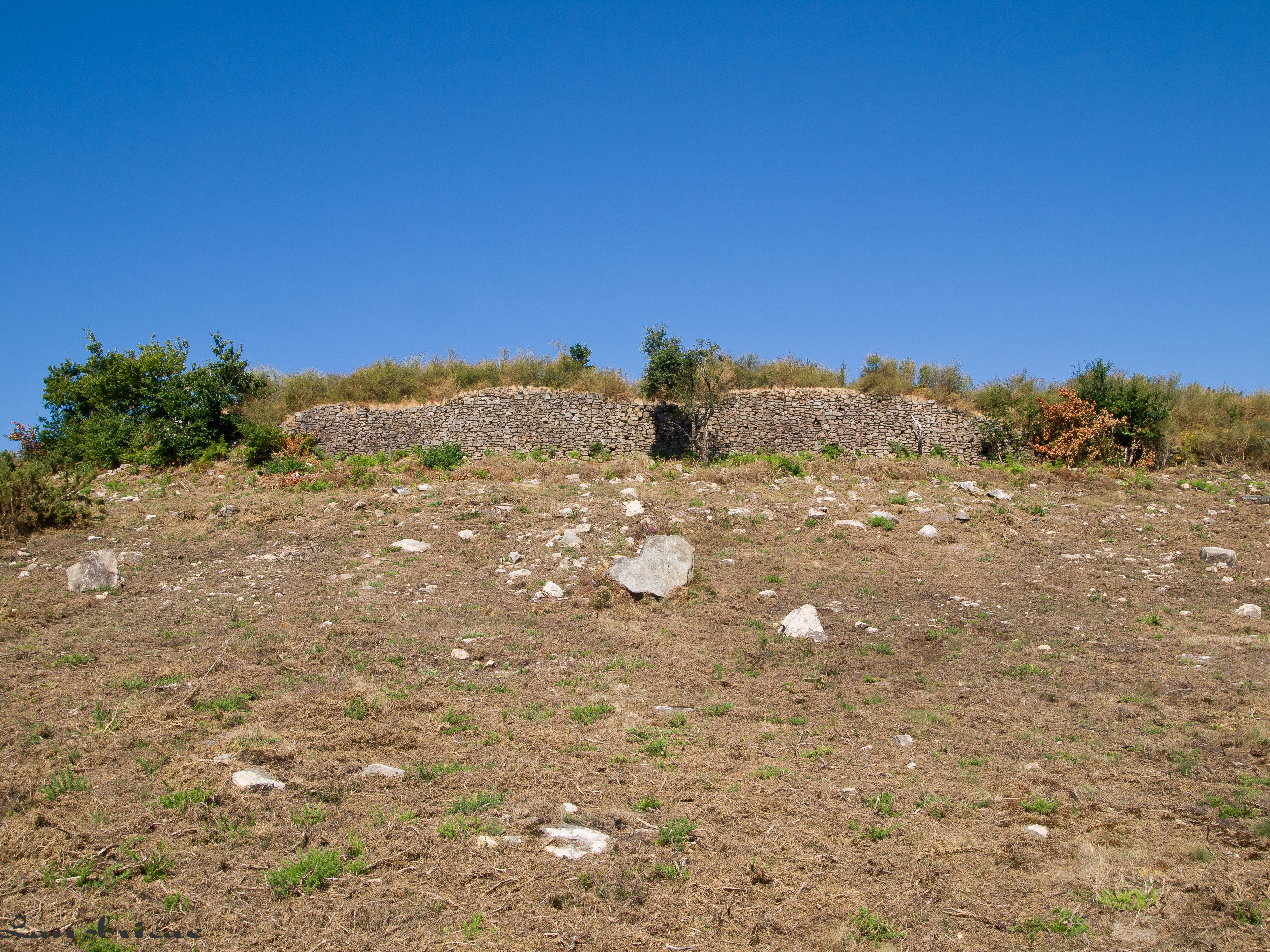
Castro Lupário.
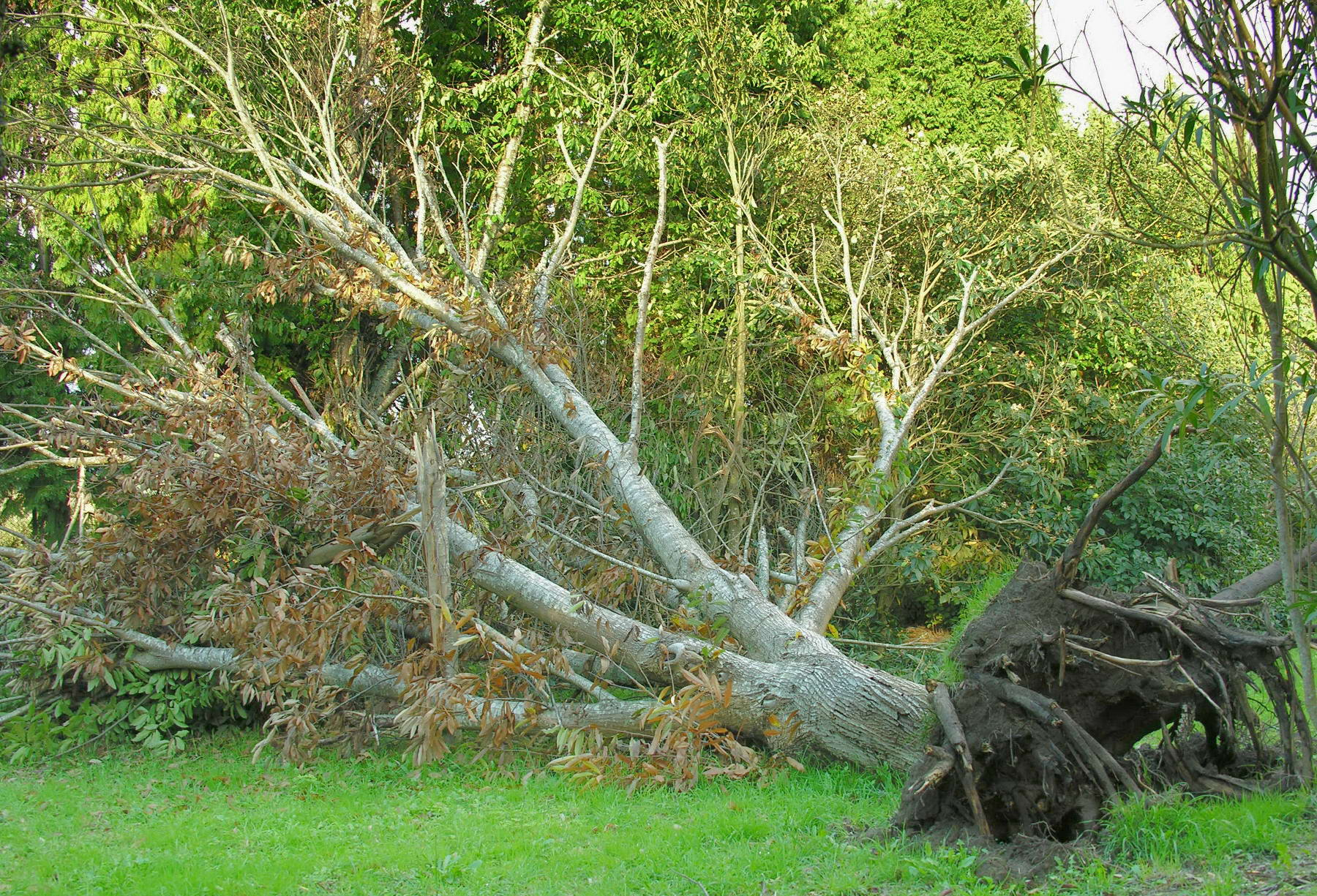
Efeitos da trovoada Gordon.